# Сходненская ГЭС
Сходненская ГЭС — гидроэлектростанция на Сходненском канале от Химкинского водохранилища, вблизи 7-го шлюза канала имени Москвы на северо-западе Москвы. Крупнейшая из электростанций канала, одна из старейших ГЭС России (пущена в 1937 году). Сходненская ГЭС эксплуатируется ФГБУ «Канал имени Москвы».

## Конструкция станции
Сходненская ГЭС представляет собой средненапорную плотинно-деривационную гидроэлектростанцию. Основная часть напора Сходненской ГЭС создается плотиной Химкинского водохранилища, организационно не входящей в состав станции. Установленная мощность электростанции — 29 МВт, среднегодовая выработка электроэнергии — 31 млн кВт·ч.
Сооружения Химкинского гидроузла включают в себя:
- земляную плотину (из песка и супесей с суглинистым экраном) длиной 1300 м и максимальной высотой 32 м. Под плотиной расположен донный водовыпуск пропускной способностью 27 м³/с, в настоящее время забетонированный;
- подводящий деривационный канал длиной 2250 м, частично ограждённый дамбами длиной 1540 м и высотой 7,7 м;
- напорный бассейн с водоприёмником;
- металлические напорные трубопроводы (2 нитки) длиной по 184,4 м, диаметром 4,4 м;
- здание ГЭС;
- отводящий канал длиной 1840 м, на большей части своей протяженности представляющий собой углубленное и спрямленное русло реки Сходни;
- два двухкамерных судоходных шлюза с отводящими каналами.

В здании ГЭС установлено 2 гидроагрегата мощностью по 14,5 МВт с радиально-осевыми турбинами РО 36-В-2500, работающими при расчётном напоре 34,7 м. Турбины приводят в действие гидрогенераторы СВ-546/110-32, выдача мощности в энергосистему производится через два силовых трансформатора мощностью 25 МВА, установленных на открытом распределительном устройстве (ОРУ) напряжением 110 кВ.
Плотина образует Химкинское водохранилище. Площадь водохранилища при нормальном подпорном уровне 3,48 км², длина 22,1 км. Полная и полезная ёмкость водохранилища составляет 29,5 и 6,76 млн м³ соответственно, что позволяет осуществлять суточное регулирование стока. Отметка нормального подпорного уровня водохранилища составляет 162,11 м над уровнем моря (по Балтийской системе высот), форсированного подпорного уровня — 162,3 м, уровня мёртвого объёма — 160 м.

## Экономическое значение

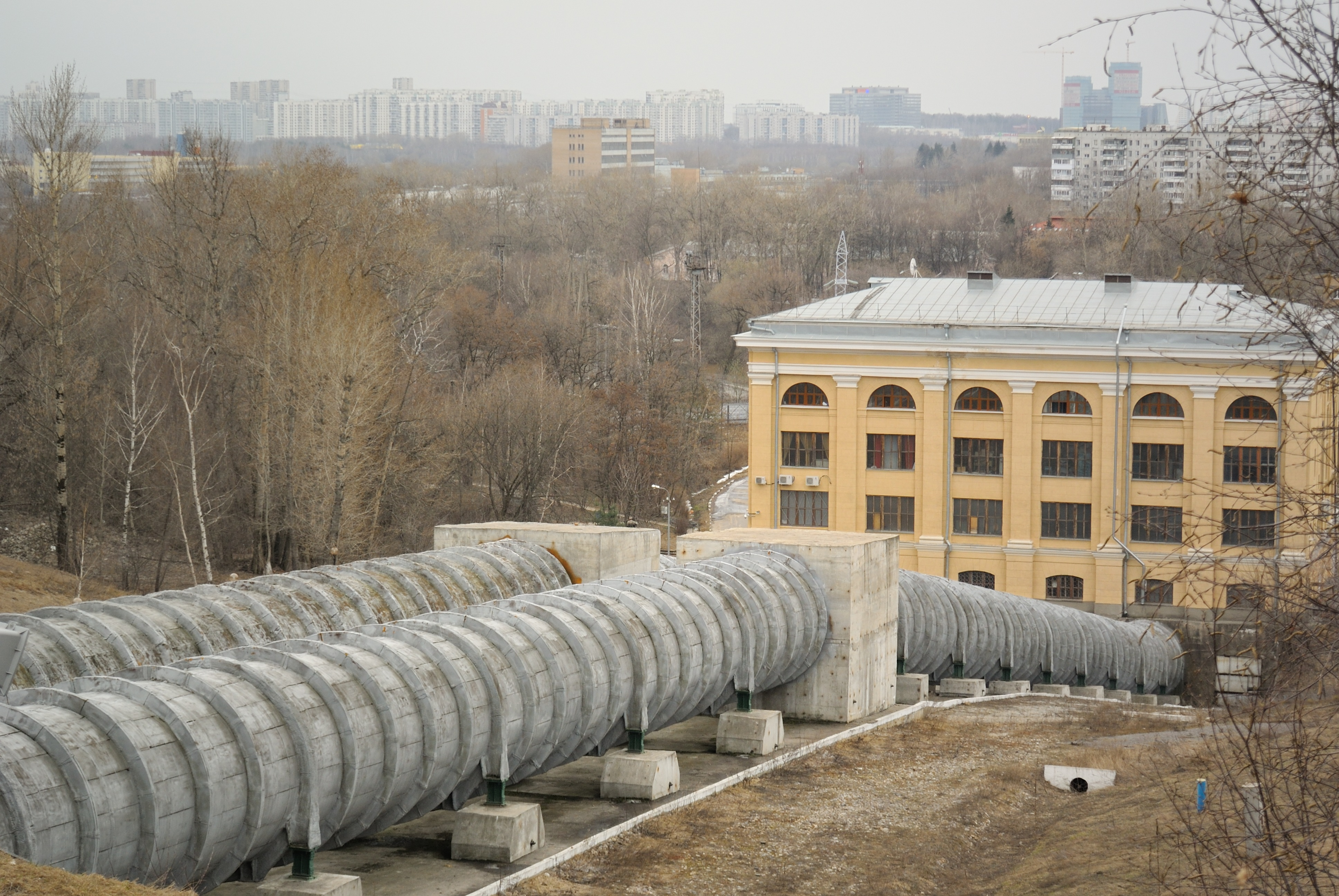
Водоводы и машинный зал ГЭС

Основной функцией Сходненской ГЭС является санитарное обводнение реки Москвы, через турбины станции из Химкинского водохранилища в реку перебрасывается около 80 % обводнительного стока (остальное проходит через судоходные шлюзы). При этом попутно вырабатывается электроэнергия. Основным источником воды для Химкинского водохранилища являются пять насосных станций канала суммарной мощностью в 101 МВт и потреблением 350 млн кВт·ч электроэнергии в год со среднесуточным расходом около 72 м³/с, подающие воду из расположенного на Волге Иваньковского водохранилища. Технически Сходненская ГЭС вместе с насосными станциями (большинство агрегатов которых может работать как в насосном, так и в турбинном режимах) может рассматриваться как гидроаккумулирующий комплекс (аварийный и пиковый резерв мощности в московской энергосистеме), фактически же энергетическая система канала в режиме ГАЭС не эксплуатируется.

## История строительства и эксплуатации
Подготовительные работы по строительству канала имени Москвы, частью сооружений которого является Сходненская ГЭС, были начаты в 1932 году, деривационный канал станции был заполнен водой 15 апреля 1937 года, в том же году ГЭС была введена в эксплуатацию. Строительство станции велось в сложных геологических условиях, при наличии оползневой опасности, что потребовало ограждения строительного котлована шпунтовой стенкой, устройства развитой системы дренажа и срезки отдельных участков склонов. Особенностью ГЭС являлись деревянные напорные трубопроводы диаметром 5,4 м, на тот момент крупнейшие в мире. В 1977 году трубопроводы были заменены, но к началу 2000-х годов они снова пришли в негодность, в связи с чем в 2004—2007 годах их заменили на металлические. Также была заменена система возбуждения гидроагрегатов, смонтирована современная система автоматического управления гидроагрегатами, планируется реконструкция распределительного устройства. Изначально установленные на станции гидроагрегаты продолжают эксплуатироваться.